# Walter Tavares
Walter Samuel Tavares da Veiga, conosciuto anche con il soprannome di "Edy" (Maio, 22 marzo 1992) è un cestista capoverdiano di formazione spagnola.
È alto 221 cm e in possesso di un'apertura di braccia di 236 cm, la quarta più grande registrata nella storia dell'NBA.

## Biografia
Tavares è nato a Capo Verde sull'isola di Maio. Non ha giocato a pallacanestro fino all'età di 17 anni, e il suo talento è stato scoperto da un turista tedesco che era in vacanza a Capo Verde nel 2009.

## Carriera

### Inizi in Spagna (2009-2015)
Dal 2009 al 2014 gioca per il CB Gran Canaria e per la squadra giovanile. Nel 2011 è stato prestato all'UB La Palma della LEB Oro per la stagione 2011-12. Nella stagione 2012-13, Tavares ha fatto il suo debutto nella Liga ACB.
Nell'aprile 2013 si è dichiarato eleggibile per il Draft NBA, ma ha poi ritirato la sua candidatura ed è tornato al CB Gran Canaria per la stagione 2013-14. Il 19 giugno 2014 ha rifirmato con CB Gran Canaria per un contratto di tre anni, pur rimanendo eleggibile per il Draft NBA 2014.

### NBA e D-League (2015-2017)

#### Atlanta Hawks, prestiti in D-League e Raptors 905 (2015-2017)
Il 26 giugno 2014 venne selezionato con la 43ª scelta assoluta nel Draft NBA 2014 dagli Atlanta Hawks, diventando il primo giocatore capoverdiano ad essere scelto per l'NBA. Si unì agli Hawks un anno più tardi in luglio (dopo la Summer League 2015 che Tavares disputò), siglando un contratto triennale. Tuttavia, vista anche la presenza dell'All-Star Al Horford, Tavares trovò molto poco spazio, giocando solo 11 partite in regular season e nessuna nei playoffs, venendo assegnato molto spesso in D-League ai Canton Charge, agli Austin Spurs e ai Bakersfield Jam. Il 31 ottobre 2016 venne tagliato dai falchi (dopo avere disputato una partita in stagione). Il 13 novembre 2016 firmò per i Raptors 905 in D-League.

#### Cleveland Cavaliers e ritorno ai Raptors 905 (2017)
Il 12 aprile firmò con i Cleveland Cavaliers (bisognosi di un centro vista la scarsa forma di Larry Sanders) un contratto di più anni, giusto in tempo per l'inizio dei playoffs. Esordì il giorno successivo nella gara persa in casa col punteggio di 98-83 contro i Toronto Raptors, in cui comunque Tavares ben figurò con 6 punti, 10 rimbalzi (di cui 4 offensivi) e 6 stoppate. Tuttavia non riuscì nemmeno questa volta a giocare una partita nei playoffs a causa di un infortunio alla mano. Nella post-season perse la chance, pur non potendo giocare, di vincere l'anello in quanto i Cavs di LeBron James persero 4-1 le finals contro i Golden State Warriors.
Il 12 ottobre 2017 viene tagliato dalla franchigia dell'Ohio. Il 20 ottobre 2017 torna a giocare per i Raptors 905, con cui disputa una gara (mettendo anche a segno 13 punti) prima di lasciare la squadra meno di un mese dopo.

### Ritorno in Europa (2017-)
Il 10 novembre 2017 firma con il Real Madrid, tornando così a giocare in Europa (oltre che in Spagna).
Il 15 dicembre 2022 diventa il giocatore con più stoppate all'attivo (321) nella storia dell'Eurolega, lasciandosi alle spalle Bryant Dunston in questa speciale graduatoria.. Al momento ha raggiunto 367 stoppate in 199 partite disputate (con una media di quasi 2 stoppate a partita)

## Statistiche

### NBA

#### Regular Season
| Anno      | Squadra             | PG | PT | MP   | TC%  | 3P% | TL%  | RP   | AP  | PRP | SP  | PP  |
| --------- | ------------------- | -- | -- | ---- | ---- | --- | ---- | ---- | --- | --- | --- | --- |
| 2015-2016 | Atlanta Hawks       | 11 | 0  | 6,6  | 57,9 | 0,0 | 37,5 | 1,9  | 0,3 | 0,1 | 0,5 | 2,3 |
| 2016-2017 | Atlanta Hawks       | 1  | 0  | 4,0  | 100  | 0,0 | 0,0  | 1,0  | 0,0 | 0,0 | 0,0 | 2,0 |
| 2016-2017 | Cleveland Cavaliers | 1  | 0  | 24,0 | 75,0 | 0,0 | 0,0  | 10,0 | 1,0 | 0,0 | 6,0 | 6,0 |
| Carriera  | Carriera            | 13 | 0  | 7,8  | 62,5 | 0,0 | 27,3 | 2,5  | 0,3 | 0,1 | 0,9 | 2,5 |

### G League
| Anno       | Squadra         | PG | PT | MP   | TC%  | 3P% | TL%  | RP   | AP  | PRP | SP  | PP   |
| ---------- | --------------- | -- | -- | ---- | ---- | --- | ---- | ---- | --- | --- | --- | ---- |
| 2015-2016  | Canton Charge   | 2  | 0  | 18,9 | 50,0 | -   | 100  | 7,0  | 0,0 | 0,5 | 1,0 | 4,0  |
| 2015-2016  | Bakersfield Jam | 2  | 1  | 22,3 | 54,5 | -   | 0,0  | 5,5  | 0,0 | 0,0 | 5,0 | 6,0  |
| 2015-2016  | Austin Spurs    | 25 | 16 | 21,7 | 66,4 | -   | 70,1 | 8,7  | 0,5 | 0,5 | 3,4 | 9,9  |
| 2016-2017† | Raptors 905     | 48 | 41 | 23,6 | 59,1 | 0,0 | 71,4 | 7,7  | 1,4 | 0,8 | 2,7 | 10,6 |
| 2017-2018  | Raptors 905     | 1  | 1  | 32,9 | 75,0 | -   | 50,0 | 11,0 | 0,0 | 0,0 | 3,0 | 13,0 |
| Carriera   | Carriera        | 78 | 59 | 23,0 | 61,2 | 0,0 | 70,9 | 8,0  | 1,0 | 0,7 | 3,0 | 10,1 |

### Eurolega
| Anno       | Squadra     | PG  | PT  | MP   | TC%   | 3P% | TL%  | RP  | AP  | PRP | SP   | PP   |
| ---------- | ----------- | --- | --- | ---- | ----- | --- | ---- | --- | --- | --- | ---- | ---- |
| 2017-2018† | Real Madrid | 29  | 23  | 17,4 | 68,2  | -   | 62,3 | 5,3 | 0,5 | 0,4 | 1,5  | 6,5  |
| 2018-2019  | Real Madrid | 34  | 28  | 19,4 | 79,4* | -   | 63,2 | 6,2 | 0,7 | 0,4 | 1,7* | 7,4  |
| 2019-2020  | Real Madrid | 28  | 28  | 22,9 | 68,0  | 0,0 | 65,3 | 7,1 | 0,8 | 0,6 | 2,2* | 7,2  |
| 2020-2021  | Real Madrid | 36  | 31  | 26,0 | 65,1  | -   | 71,6 | 8,0 | 1,1 | 1,0 | 1,8* | 11,4 |
| 2021-2022  | Real Madrid | 35  | 34  | 23,0 | 68,9  | 0,0 | 73,7 | 7,5 | 1,0 | 0,9 | 1,7  | 10,9 |
| 2022-2023† | Real Madrid | 40  | 38  | 25,0 | 67,6  | -   | 78,0 | 6,9 | 1,5 | 0,9 | 2,2* | 11,2 |
| 2023-2024  | Real Madrid | 34  | 33  | 22,9 | 60,7  | -   | 73,8 | 6,5 | 1,4 | 0,7 | 1,5  | 9,4  |
| 2024-2025  | Real Madrid | 40  | 37  | 23,3 | 73,8  | -   | 72,2 | 6,6 | 1,2 | 0,7 | 1,2  | 10,2 |
| Carriera   | Carriera    | 276 | 252 | 22,7 | 68,6  | 0,0 | 71,4 | 6,8 | 1,0 | 0,7 | 1,7  | 9,5  |

## Palmarès

### Squadra
- Campionato spagnolo: 4

Real Madrid: 2017-2018, 2018-2019, 2021-2022, 2023-2024
- Copa del Rey: 2

Real Madrid: 2020, 2024
- Supercoppa spagnola: 6

Real Madrid: 2018, 2019, 2020, 2021, 2022, 2023
- Eurolega: 2

Real Madrid: 2017-2018, 2022-2023

### Individuale
- NBA Development League Defensive Player of the Year Award (2017)
- All-NBDL First Team (2017)
- All-NBDL All-Defensive First Team (2017)
- All-Eurocup First Team: 1

Gran Canaria: 2014-2015
- Euroleague Best Defender: 3

Real Madrid: 2018-2019, 2020-2021, 2022-2023
- All-Euroleague First Team: 3

Real Madrid: 2020-2021, 2021-2022, 2022-2023
- All-Euroleague Second Team: 2

Real Madrid: 2018-2019, 2023-2024
- Liga ACB MVP finali: 1

Real Madrid: 2021-2022
- MVP Supercoppa spagnola: 1

Real Madrid: 2022
- Euroleague Final Four MVP:  1

Real Madrid: 2022-2023
- All-25 Euroleague team